# Mine La Motte
Mine La Motte – jednostka osadnicza w Stanach Zjednoczonych, w stanie Missouri, w hrabstwie Madison.